# Хвощовые
Хвощовые (устаревшее написание — Хвощёвые), также членистосте́бельные, чле́нистые, клинолистовидные (лат. Equisetophýtina), — подотдел высших споровых растений отдела папоротниковидных, ранее помещался в ныне упразднённый отдел Хвощевидные (Equisetophyta).
Для хвощовых характерно наличие побегов, состоящих из чётко выраженных члеников (междоузлий) и узлов с мутовчато расположенными листьями. Этой чертой современные и ископаемые хвощи резко отличаются от всех остальных высших споровых растений и по внешнему виду напоминают некоторые водоросли (харовые), голосеменные (хвойник), или даже цветковые (казуарину).
Хвощи — своеобразные растения. Многие вегетативные признаки сближают их со злаками. По-видимому, среди папоротникообразных хвощи наиболее конкурентоспособны, что объясняется многочисленными совершенствованиями вегетативных органов: стебель хвощей членистый и растёт в узлах (как у злаков); эпидерма армирована кремнезёмом; вес стебля облегчён за счет наличия центральной полости; есть многочисленные тяжи механических тканей, повышающие прочность стебля; есть воздухоносные полости, позволяющие наладить снабжение кислородом подземных и подводных частей; развиваются настоящие сосуды (как у покрытосеменных); споры имеют удлиненные образования (элатеры): своеобразные «крылья» для распространения с помощью ветра (в сухом воздухе — расправлены, в влажном — сжаты). Именно за счёт этих особенностей строения хвощи, как и в далёком каменноугольном периоде, продолжают доминировать в некоторых биоценозах — в основном по берегам водоёмов. У хвощей есть и ещё одна интересная особенность: они имеют разнополые заростки, причём развитие мужских или женских заростков предопределено условиями окружающей среды. В общем случае, чем хуже условия, тем больший процент мужских заростков образуется. Таким образом, хвощи демонстрируют переходную стадию от типичной равноспоровости к типичной разноспоровости.

## Биологическое описание

### Внешний вид
К хвощовым принадлежат как травянистые вымершие и ныне живущие растения со стеблем длиной от нескольких сантиметров до нескольких метров (до 10-12 м у хвоща гигантского (Equisetum giganteum), так и древовидные вымершие формы, достигавшие 15 м высоты и диаметра ствола 50 см.

### Анатомия
Проводящая система стебля хвощовых представлена актиностелой или артростелой, то есть членистой стелой, состоящей из чередующихся между собой на протяжении стебля участков различного строения. Проводящие элементы ксилемы представлены трахеидами разного типа, а у хвощей также и сосудами. Флоэма состоит из ситовидных элементов и паренхимных клеток.

### Происхождение и эволюция
Хвощовые появились в верхнем девоне и произошли от ныне вымерших риниевых (Rhyniales) или каких-то близких к ним растений, однако расцвета достигли в каменноугольном периоде, когда были широко представлены разнообразными древесными и травянистыми формами. Вместе с лепидодендронами и древовидными папоротниками хвощовые принимали большое участие в сложении каменноугольных лесов.
Ископаемые хвощовые (например, древовидные каламиты) достигали в высоту 25 м, в их стволах находили вторичную ксилему. Однако в перми начинается их угасание, и прежде всего вымирают древесные формы, так что из мезозоя известны только травянистые хвощовые. К настоящему времени от всей этой многочисленной группы сохранился только род Хвощ (Equisetum).
От всех известных растений и вымершие, и современные хвощовые отличаются побегами, составленными отдельными члениками. Название «Членистые» и произошло от этой специфики строения их побегов, которые расчленены на чётко выраженные узлы и междоузлия, легко распадающиеся на членики. Членистость обусловлена мутовчатым листорасположением и наличием в нижних частях междоузлий интеркалярной меристемы, по которой и происходит разламывание на членики.
Для современных хвощей характерны своеобразные листья — их листовые пластинки сильно редуцированы до небольших тёмных, иногда зелёных или бесцветных зубчиков, а хорошо выраженные влагалища срослись в общее плёнчатое влагалище. Для репродуктивных органов членистых характерно наличие стробилов в виде колосков и лишь у некоторых палеозойских видов — спороносных зон. У современных хвощей спорангиофоры имеют щитковую форму, а у древних вымерших они имели самую разнообразную форму, кроме листовидной. Подавляющее большинство хвощовых — равноспоровые растения и лишь немногочисленные вымершие виды были разноспоровыми.

## Классификация
Подотдел членистые, или хвощовые, включает три класса, эволюция которых шла, по-видимому, независимыми, параллельными путями, — два вымерших класса Сфенофилловые (Sphenophyllopsida), Кладоксилеевые (Cladoxylopsida) и ныне существующий класс Хвощовые (Equisetopsida).